# Tito Brogialdi
Tito Brogialdi (fl. XIX-XX secolo) è stato un violinista e compositore italiano.

## Attività e opere
Di origini fiorentine, negli anni Ottanta del 1800 è stato maestro di musica e direttore della Banda di Ala. Nel 1884 nelle sale Maffei e Glira di Rovereto ha eseguito il Concerto in Mi minore di Mendelssohn insieme a due sue composizioni: la Fantasia sulla Norma di Bellini e Canto elegiaco, entrambe per violino e pianoforte.
Sostituito alla guida della Banda da Achille Pandolfi il Brogialdi tenne un ultimo concerto nella sala della Filarmonica alense il 18 settembre 1891 proponendo altre due sue opere: una Fantasia di concerto con accompagnamento di pianoforte ed un Gran quartetto di bravura per violino solo.
Il catalogo n.82 (settembre-ottobre 1951) della libreria antiquaria Gonnelli di Firenze segnalava un gruppo di suoi manoscritti:
- Solo concertante per corno (e gran orchestra) da eseguirsi dopo L’Incarnatus
- Gran duo concertante per 2 violini con accompagnamento di orchestra
- Emma mazurka di concerto per violino e pianoforte
- Reverie per violino e pianoforte
- T’amerò sino alla tomba, romanza senza parole per violino e pianoforte. [1]